# Fjodor Andrejewitsch Werchowzew

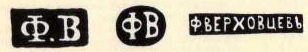
Fjodor Werchowzews Markenzeichen

Fjodor Andrejewitsch Werchowzew (russisch Фёдор Андреевич Верховцев; * Mai 1804 in St. Petersburg; † 19. Dezemberjul. / 31. Dezember 1867greg. ebenda) war ein russischer Goldschmied und Mäzen.

## Leben
Werchowzew, Sohn des armen Goldschmieds Andrei Werchowzew, kam im Alter von 8 Jahren in die Lehre bei dem Goldschmied Salantjew. 1819 gründete Werchowzew eine Silberwarenfabrik. Er wurde aufgrund seines Talents schnell bekannt, so dass er beispielsweise von Graf Alexei Araktschejew einen Auftrag erhielt. Später wurde Werchowzew als Silberschmiedmeister anerkannt.
Auf der ersten Allrussischen Manufakturausstellung 1831 in Moskau erhielt Werchowzew für das angefertigte Kirchengerät eine kleine Silbermedaille. 1839 auf der Ausstellung Russischer Manufakturwaren wurden die Erzeugnisse seiner Fabrik mit einer Goldmedaille ausgezeichnet. 1840 wurde er in die Kaufmannsgilde aufgenommen.
1842 schuf Werchowzew im Auftrag der Gräfin Anna Orlowa-Tschesmenskaja für das Potschajiw-Kloster einen Schrein für die Reliquien des Heiligen Hiob von Potschajiw. Der Schrein aus Silber ist 2 Arschin und 11 Werschok (1,91 m) lang und 15 Werschok (67 cm) breit und wiegt 3 Pud, 27 Pfund und 69 Solotnik (60 kg). Auf den Seitenflächen sind Szenen aus dem Leben des Heiligen ziseliert. Dazu gehört ein vergoldeter Silberölleuchter. Später fertigte er weitere Gegenstände für das Kloster an.
1843 schuf Werchowzew für das Konewski-Kloster auf der Insel Konewez im Ladogasee mit Hilfe des Vorstehers Hegumen Ignatius Brjantschaninow einen neuen Schrein für die Reliquien des Klostergründers Arseni Konewski unter Verwendung von Teilen des alten Schreins. Das zusätzlich benötigte Silber wurde mit der Hilfe von Ehrenbürger-Kaufleuten erworben. Der Wert des Schreins wurde auf 22.000 Assignat-Rubel geschätzt. Der Schrein befindet sich jetzt im Kirchenkunst-Museum in Kuopio.
1846 fertigte Werchowzew einen 3 Arschin (2,13 m) langen Schrein für die Reliquien des Ural-Heiligen Simeon Werchoturski an, finanziert durch die Ehrenbürger-Kaufleute Aniki und Akim Rjasanow, Gawriil Kasanzew, Alexander Krassilnikow und drei weitere Spender.
1847 wurde Werchowzew zum Beisitzer des Handwerksamts gewählt. Er nahm an der Great Exhibition 1851 in London und an der Weltausstellung London 1862 teil, wo er für die ausgestellten Arbeiten eine große Medaille erhielt.
1859 überreichte Werchowzew der Kaiserin Marija Alexandrowna zu ihrem 35. Geburtstag eine Ikone, wofür er einen Brillantring erhielt. Schließlich wurde er zum Hoflieferanten erklärt.
Werchowzew wurde 1861 Komiteemitglied und Leiter der Mädchenabteilung des Kinderheims des Prinzen von Oldenburg. Er half dem Heim durch Geldzuwendungen, Versorgung mit Lebensmitteln und Wäsche und Vergabe von Stipendien. Ebenso half er der Maria-Mädchenschule für alle Stände. Er war Mäzen des Alexander-Newski-Armenhauses. Auch setzte er sich für die Erhaltung der Kirchen in der russischen Westregion ein.
1867 fertigte Werchowzew im Auftrag des Erzbischofs Platon von Kostroma in St. Petersburg eine vergoldete Silber-Risa (Schutzabdeckung) für die Tichwinskaja-Gottesmutter-Ikone des Ipatios-Klosters an. Die Risa befindet sich jetzt in der Rüstkammer des Moskauer Kremls.
Werchowzew starb am 31. Dezember 1867 in St. Petersburg und wurde auf dem Wolkowo-Friedhof begraben.

## Ehrungen
- Oldenburg-Orden
- Russischer Orden der Heiligen Anna III. Klasse (1863)

## Werke (Auswahl)

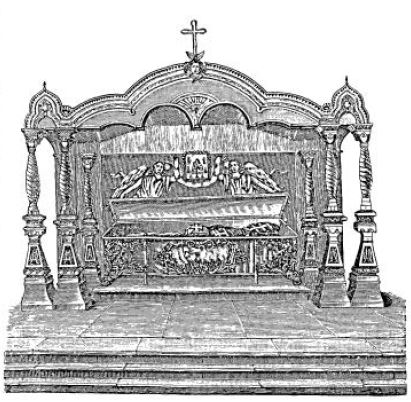
Hiob-Schrein, Potschajiw-Kloster
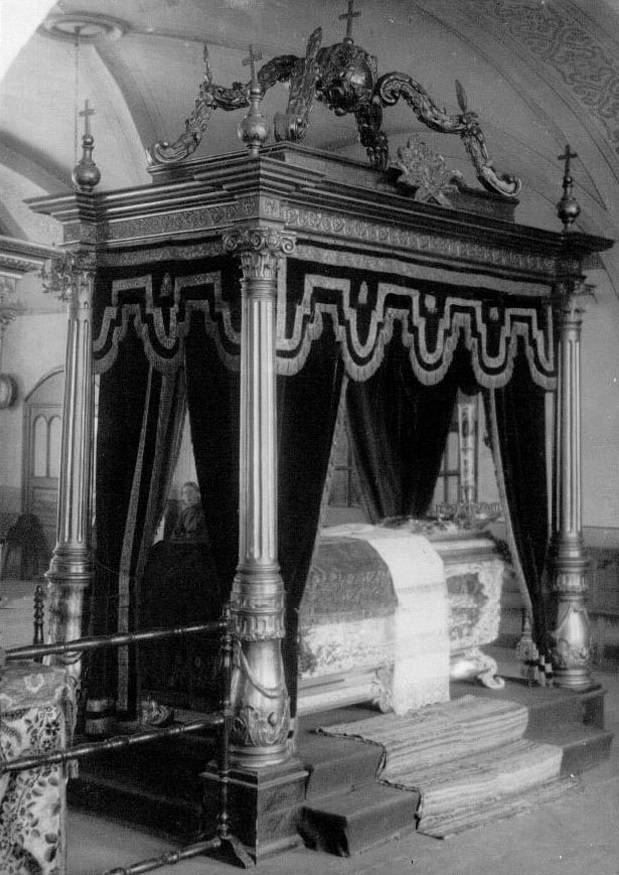
Arseni-Schrein, Konewski-Kloster (1896)
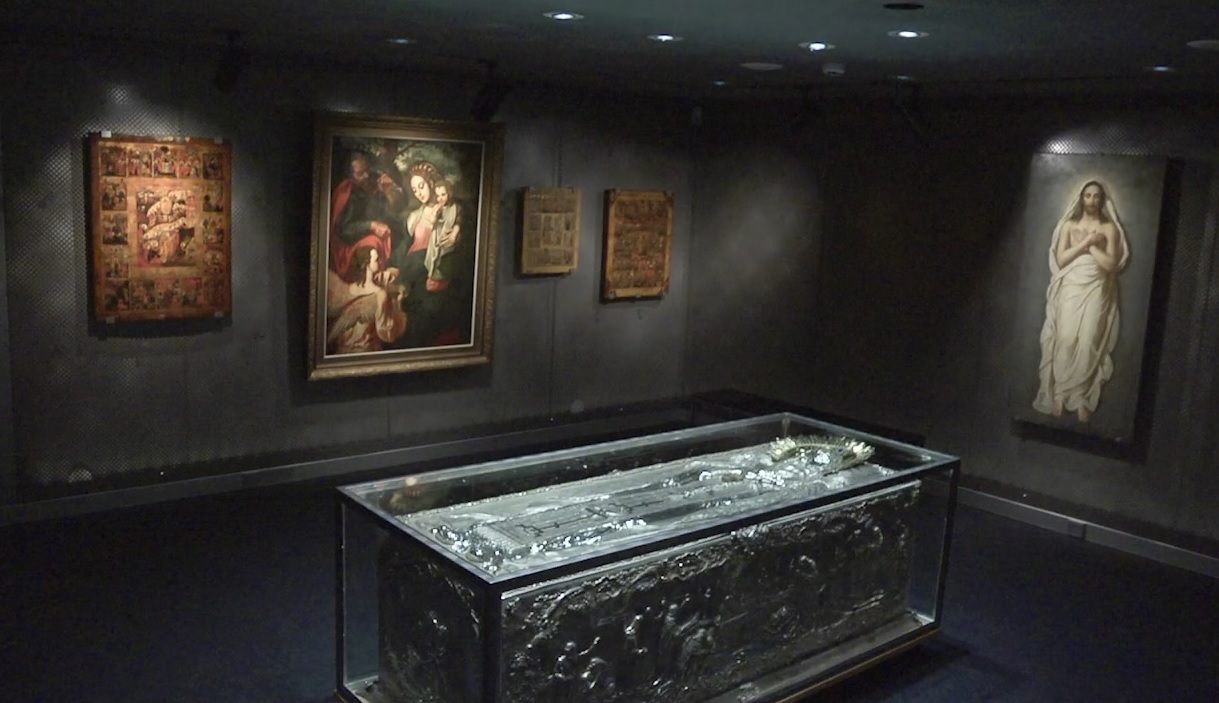
Arseni-Schrein, Kirchenkunst-Museum Kuopio
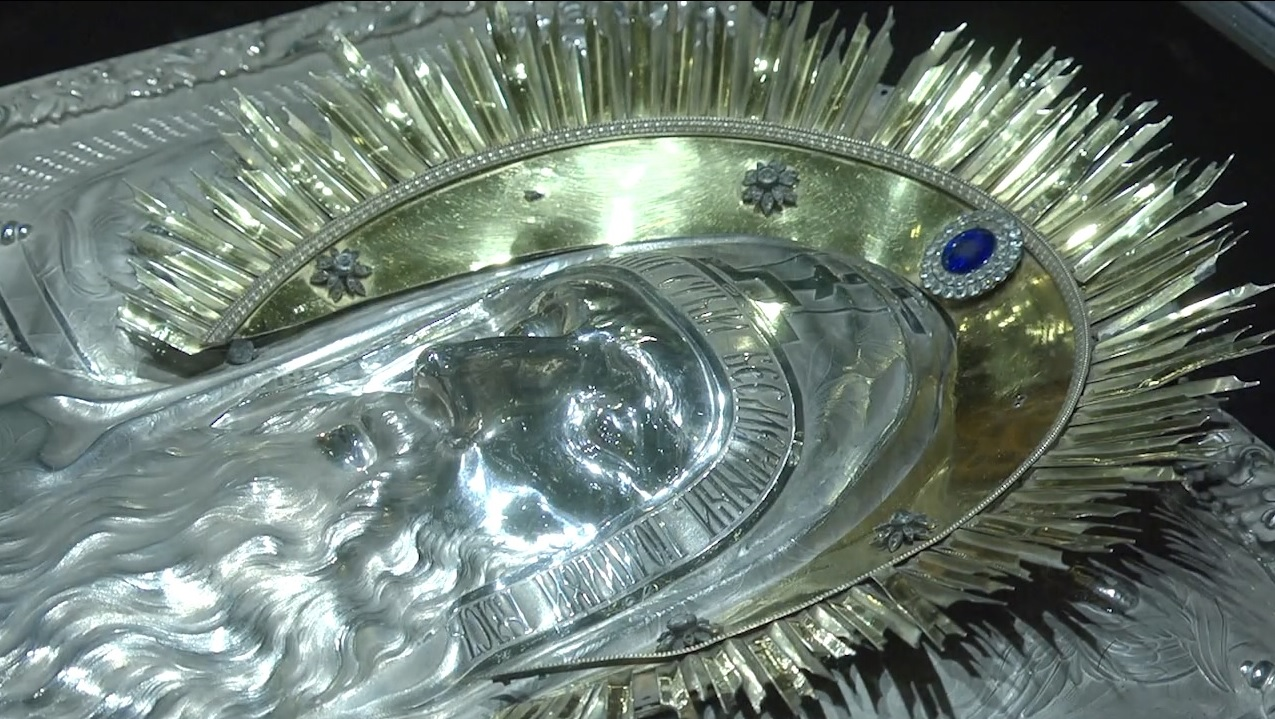
Arseni-Schrein, Kirchenkunst-Museum Kuopio
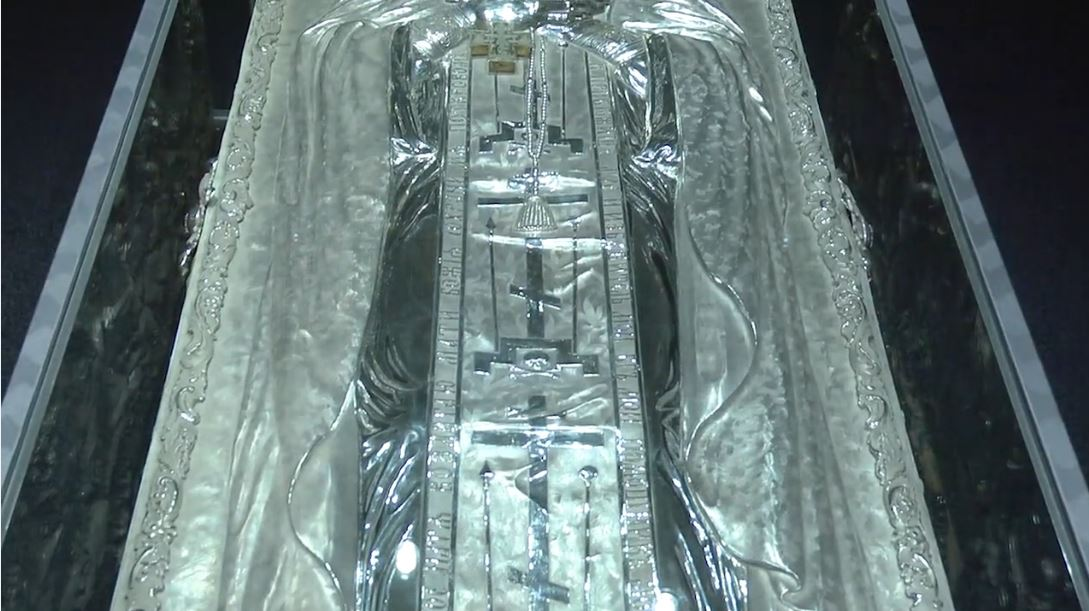
Arseni-Schrein, Kirchenkunst-Museum Kuopio
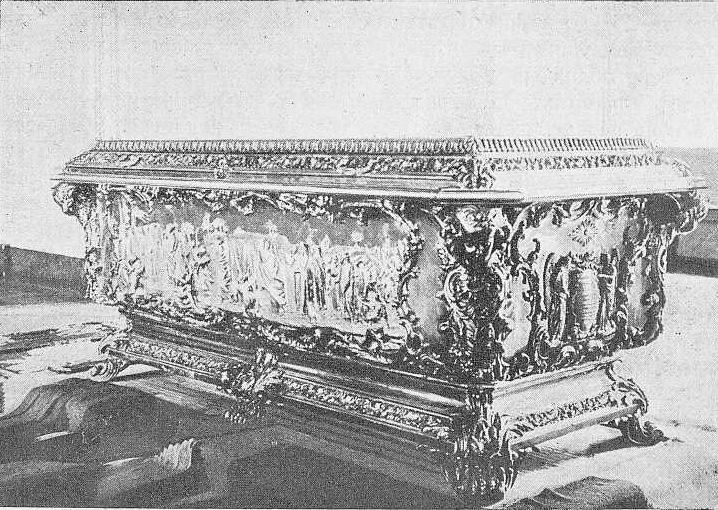
Simeon-Schrein
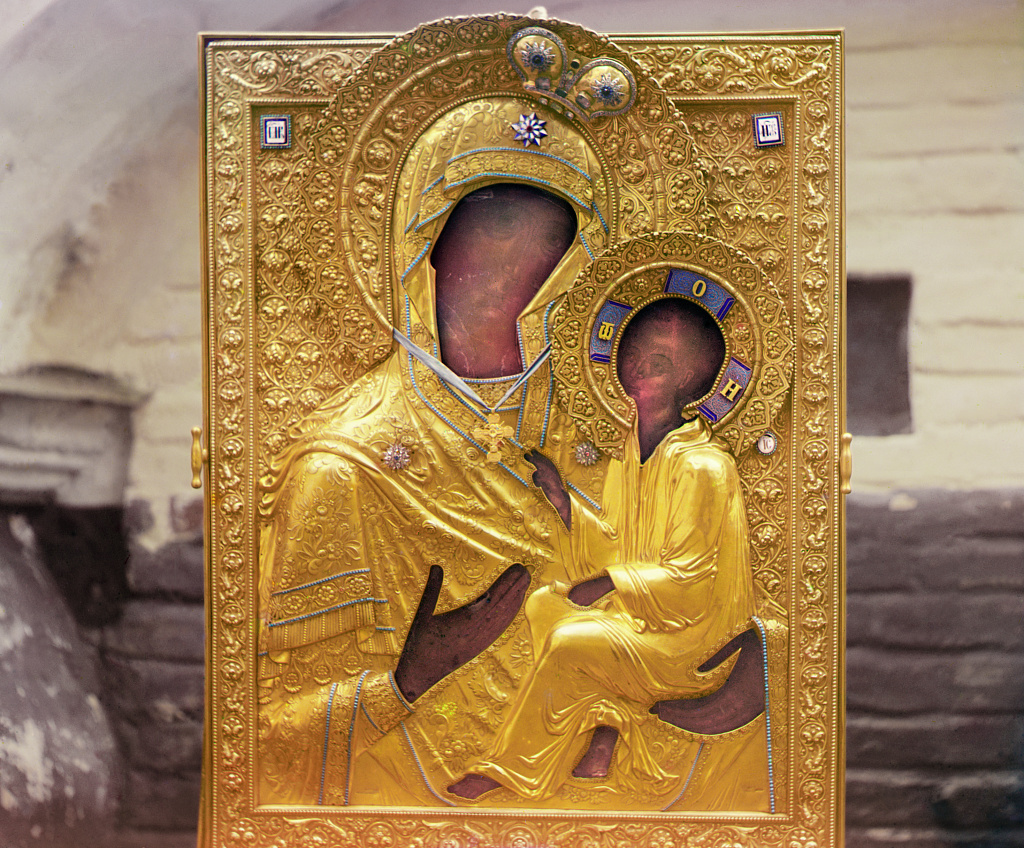
Risa der Tichwinskaja-Gottesmutter-Ikone, Ipatios-Kloster (1911)